# Aeroportul Benjina
Aeroportul Benjina (IATA: BJK, ICAO: WAPK) este un aeroport din Aru Tengah⁠(d), Kepulauan Aru⁠(d), Maluku⁠(d), Indonezia ce deservește zona Benjina⁠(d).
Situat la o altitudine de 24 m, aeroportul dispune de o singură pistă.